# Коренное (Харьковская область)
Коренное (укр. Корене) — село,
Петро-Ивановский сельский совет,
Двуречанский район,
Харьковская область, Украина.
Село ликвидировано в ? году.

## Географическое положение
Село Коренное находилось на правом берегу реки Верхняя Двуречная, выше по течению в 3-х км расположено село Колодезное, ниже по течению примыкает к селу Митрофановка, на противоположном берегу село Нововасилевка.

## История
- Село присоединили к селу Митрофановка в ? году.